# 金堤河
金堤河は中国河南省東北部と山東省西部を流れる河川であり、黄河左岸の支流である。平野部の排水河川に属し、臨黄堤と北金堤の間の地域の排水を担っている。源流は大沙河と呼ばれ、河南省新郷県古固寨鎮の南部を発し、北東方向へ蛇行しながら流れている。新郷経済技術開発区緯七路街道、衛輝市東南部、延津県北部を経由し、延津県馬荘郷馮班棗村の北で東に向きを変える。この区間は柳青河とも呼ばれ、滑県南西部を流れる。滑県慈周寨鎮孫白社村で右岸から瓦岡河を合流した後、再び北東に向きを変え、滑県東部、濮陽県北部を経由し、濮陽県柳屯鎮東陳荘村の東を過ぎると、おおよそ河南省と山東省の省境となる。左岸は山東省莘県と陽谷県、右岸は河南省范県と台前県が位置する。歴史的な要因から、この下流の省境区間には飛地や入り組んだ土地が多く存在する。金堤河の本流は最終的に河南省台前県呉壩鎮北張荘村の北で黄河に合流する。
河川の長さは158.6キロメートル、流域面積は5,047平方キロメートル、年間平均流量は1.66億立方メートルである。流域は水害や旱魃の被害を受けやすい。流域の地下水は重炭酸カルシウム型の水となっていて、一部地域ではフッ素濃度が高い。
2019年に滑県水利局が公表した「金堤河」と「柳清河」の河道管理範囲は、『中国河湖大典・黄河巻』に記載された内容と異なっている。滑県水利局の発表によれば、金堤河は滑県北部の棗村郷北耿荘村から始まり、大公河と接続している。約5.3キロメートル北東に流れた後、南東に向きを変え、白道口鎮を経由し趙営鎮小韓村の東南にある五爺廟で右岸から黄荘河を合流させる。以降の河川区間は『中国河湖大典・黄河巻』と同じである。一方、柳清河は滑県南西の焦虎鎮米村口村の西で大公河によって二分され、西側は「西柳清河」、東側は「東柳清河」と呼ばれる。東柳清河は趙営鎮田荘村の南で黄荘河に合流する。天地図オンラインマップもほぼこの管理範囲に基づいて表示している。